# Homo naledi
Homo naledi este o specie extinctă de hominid, pe care antropologii au descris-o prima dată în septembrie 2015 și au atribuit-o genului Homo. În 2013, au fost găsite schelete fosile în provincia Gauteng din Africa de Sud, într-o cameră a sistemului de peșteri Rising Star, aflată la aproximativ 50 km nord-vest de Johannesburg. Deși trăsăturile arhaice ale scheletului semănau cu exemplare fosile vechi de aproximativ două milioane de ani, în 2017, fosilele au fost datate la o vechime de 250.000 de ani, și, astfel, contemporan cu oameni moderni anatomic, Neanderthali și Denisovani. Echipa de cercetare consideră, așadar, că H. naledi nu este un strămoș direct al oamenilor moderni, ci probabil o ramură din genul Homo.
Specia este caracterizată printr-o masă corporală și o statură asemănătoare cu populațiile umane cu corpuri mici, un volum endocranial mai mic, similar cu Australopithecus și o formă de craniu similară cu speciile timpurii de Homo. Anatomia scheletică prezintă trăsături ancestrale cunoscute de la australopitecine cu trăsături asociate cu hominizi mai recenți. Până în septembrie 2015 au fost recuperate în total circa 1.550 de resturi fosile, de la aproximativ 15 indivizi. Rămășițe fosile abundente sunt încă în cameră. În mai 2018, antropologii au furnizat dovezi că H. naledi avea un creier mic, dar totuși complex, având asemănări structurale cu creierul uman modern.
Naledi înseamnă „stea”  în limba sotho și se referă la numele sitului unde a fost descoperit.

## Descoperire
La 13 septembrie 2013, în timp ce explorau sistemul de peșteri căutând o prelungire, speologii de agrement Rick Hunter și Steven Tucker din cadrul Clubului de Explorări Speologice din Africa de Sud, au găsit un puț vertical, cu o adâncimea de circa 12 metri și cu o lățime foarte restrânsă în unele locuri până la aproximativ 20 cm. Acest puț ducea într-o cameră subterană de 30 de metri, a cărei suprafață era acoperită cu oase fosile. La 1 octombrie 2013, fotografiile făcute i-au fost arătate paleoantropologului Pedro Boshoff care le-a recunoscut semnificația și le-a transmis lui Lee Berger.

### Săpături

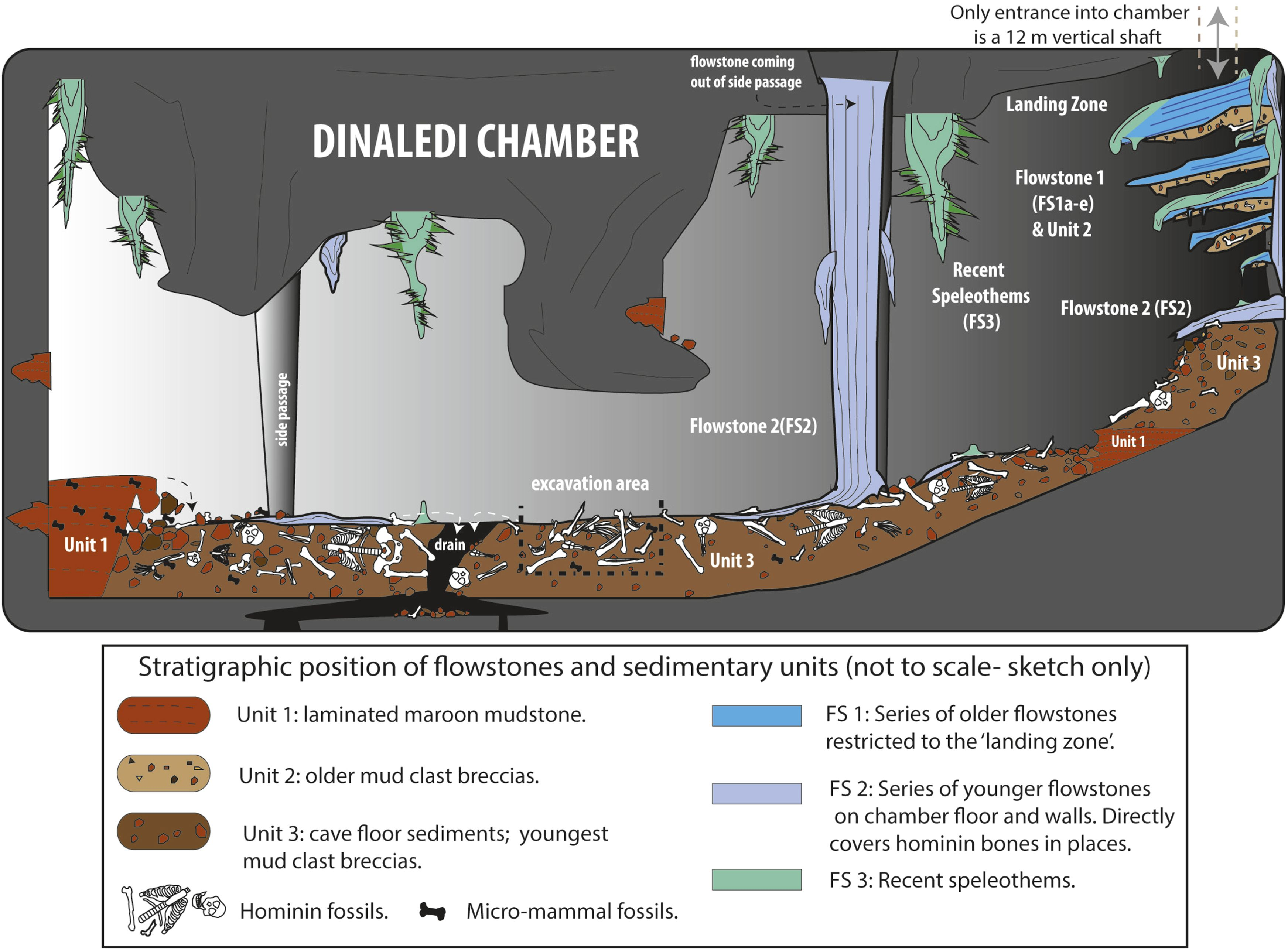
Ilustrație a Camerei Dinaledi din Peștera Rising Star, unde au fost excavate oasele lui H. naledi.

În noiembrie 2013, Societatea Națională Geografică și Universitatea din Witwatersrand au finanțat o expediție la peșteră, unde s-au realizat săpături timp de douăzeci de zile, urmată de o a doua expediție, în martie 2014, pentru săpături de 4 săptămâni. În total, peste 1.550 de resturi fosile aparținând a cel puțin cincisprezece indivizi au fost recuperate din sedimentele de argilă. Distribuția stratificată a oaselor sugerează că acestea au fost depuse timp îndelungat, poate secole. A fost săpat doar un metru pătrat din camera peșterii; alte rămășițe ar putea fi încă acolo. Fosilele includ cranii, maxilare, coaste, dinți, oase ale unui picior aproape complet, ale unei mâini și ale unei urechi interioare. Au fost găsite oase de bătrâni, tineri și copii. Deși o mare parte din materialul fosil este dezarticulat (separat de articulații), depozitul conține exemple articulate sau aproape articulate, cum ar fi maxilarul și mandibula și oasele unei mâini și ale unui picior aproape complet.
Descrierea noii specii a fost anunțată în cadrul unei conferințe de presă din 10 septembrie 2015, desfășurată la Maropeng, Johannesburg, Africa de Sud. Fosilele au fost expuse publicului, la Maropeng, pe tot parcursul lunilor septembrie și octombrie 2015.

## Fosile

### Caracteristici fizice

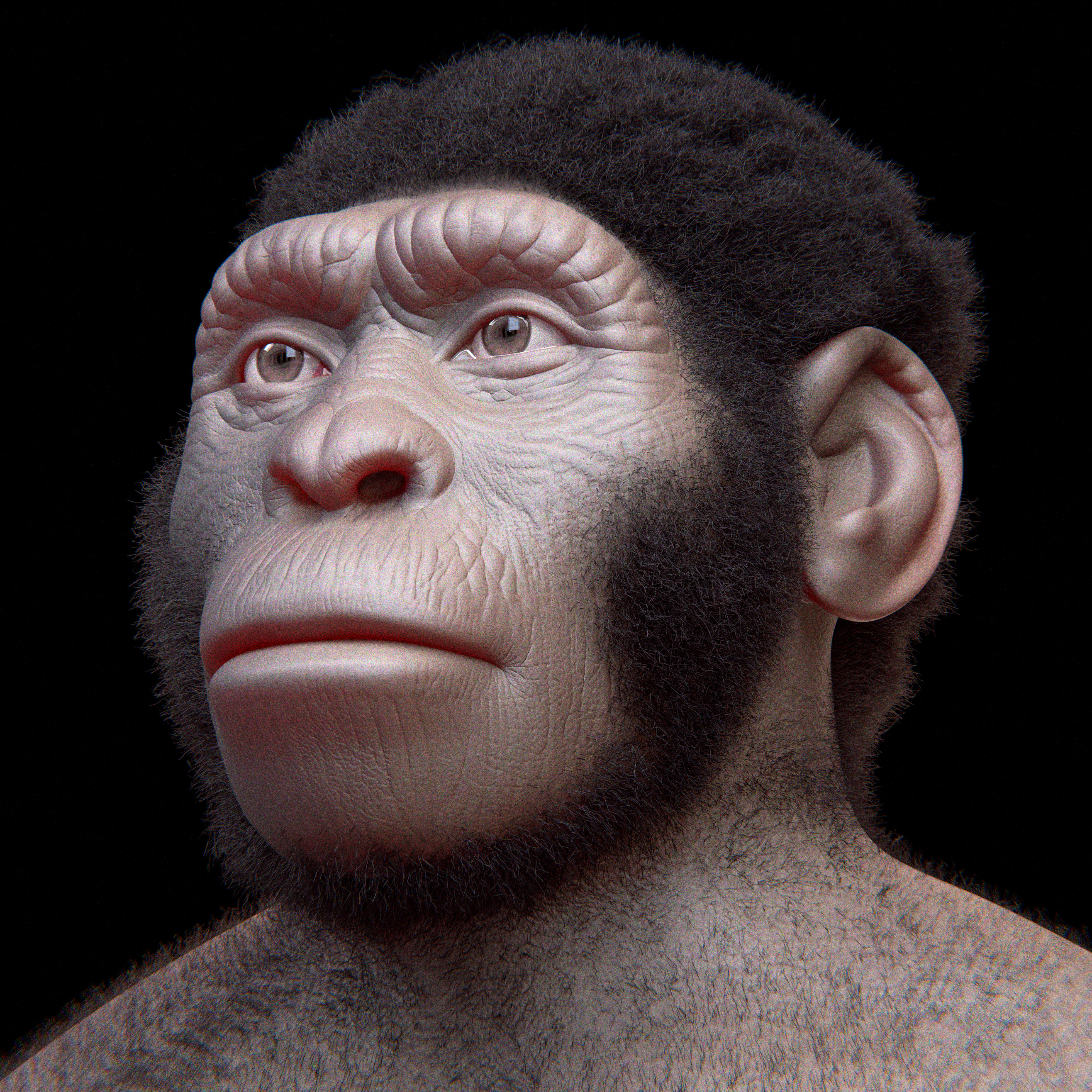
Reconstrucție facială H. naledi

Caracteristicile fizice ale lui H. naledi sunt descrise ca având trăsături similare genului Australopithecus, amestecate cu trăsături caracteristice genului Homo și trăsături necunoscute de la alte specii de hominini. Anatomia scheletică prezintă caracteristici plesiomorfe („ancestrale”) găsite la australopitecine și mai multe trăsături apomorfe („derivate” sau trăsături care provin separat de starea ancestrală) cunoscute de la hominizii ulteriori.
Se estimează că masculii adulți măsurau circa 1,5 metri înălțime și cântăreau aproximativ 45 de kilograme, în timp ce femelele erau cu doar puțin mai scunde și mai ușoare. O analiză a scheletului lui H. naledi sugerează că a fost biped. Mecanica șoldului său, forma pelvisului este similară cu cea a australopitecilor însă picioarele și gleznele sunt mai asemănătoare cu genul  Homo.
Mâinile lui H. naledi par să indice că acestea erau mai mai adaptate pentru mânuirea obiectelor decât cele ale australopitecinelor. Unele dintre oase seamănă cu oasele umane moderne, dar altele sunt mai primitive decât la Australopithecus. Degetul mare, încheietura mâinii și oasele palmei sunt moderne în timp ce degetele sunt curbate și utile pentru cățăratul în copaci. Structura corpului superior pare să fi fost mai primitivă decât cea a altor membri ai genului Homo, chiar apropiată de cea a maimuțelor. În biologia evolutivă, un astfel de amestec de caracteristici este cunoscut sub numele de mozaic anatomic.
Volumul cranial de 560 cm3 în cazul bărbaților și 465 cm3 în cazul femeilor reprezintă aproximativ 40%-45% din volumul craniilor umane moderne. Totuși, structura creierului este mult mai apropiată de genul Homo decât de cel al australopitecilor. De asemenea, dinții sunt reduși ca dimensiune, fapt întâlnit la genul Homo, și indică faptul că H. naledi nu consuma o hrană dură, care necesita o masticație dificilă.
Structura anatomică generală a speciei i-a determinat pe oamenii de știință să clasifice specia în genul Homo mai degrabă decât în genul Australopithecus.